# Jiri Vlcek
Jiri Vlcek, né le 27 mai 1978 à Mladá Boleslav alors en Tchécoslovaquie, est un rameur italien d'origine tchèque.
Il s'installe en Italie alors qu'il était enfant et il réside à Cureggio. 
Il dispute notamment les Championnats du monde d'aviron 2000 sous les couleurs de la République tchèque avant de concourir sous le drapeau italien.
Il remporte la médaille d'or en quatre sans barreur poids légers lors des Championnats d'Europe d'aviron 2007 et la médaille de bronze dans la même épreuve lors des Championnats du monde d'aviron 2007. Il participe aux Jeux olympiques de Pékin en 2008, où il remporte la finale B.
Il a remporté son premier titre mondial lors des Championnats du monde d'aviron 2005 sur le huit poids légers ; il est à nouveau titré sur cette épreuve aux Championnats du monde d'aviron 2006 et aux Championnats du monde d'aviron 2009. Il est médaillé d'argent aux Championnats du monde d'aviron 2012 et aux Championnats du monde d'aviron 2014 sur le huit poids légers.